# Władimir Kolubakin
Władimir Aleksiejewicz Kolubakin, ros. Владимир Алексеевич Колюбакин (ur. w 1900 r. w Tyflisie, zm. 15 sierpnia 1969 w Valencii) – rosyjski wojskowy (porucznik), działacz emigracyjny, oficer Rosyjskiego Korpusu Ochronnego podczas II wojny światowej
Ukończył aleksandrowski korpus kadetów. Pod koniec 1917 r. wstąpił do nowo formowanych wojsk Białych gen. Antona I. Denikina. Początkowo działał w składzie partyzanckich oddziałów kozackich. Na pocz. 1919 r. awansował do stopnia praporszczika. Służył w 2 Baterii lejbgwardii 2 Brygady Artylerii. W poł. listopada 1920 r. wraz z wojskami Białych został ewakuowany z Krymu do Gallipoli. Na emigracji zamieszkał w Bułgarii. Następnie przeniósł się do Jugosławii, gdzie w poł. lat 20. Wchodził formalnie w skład Oddziału Gwardyjskiego. Awansował na porucznika.  Pracował jako geometra. Po zajęciu Jugosławii przez wojska niemieckie w kwietniu 1941 r., wstąpił do nowo formowanego Rosyjskiego Korpusu Ochronnego. Po zakończeniu wojny wyemigrował do Wenezueli.